# شلل العصب الرابع
شلل العصبي القحفي الرابع ومعروف أيضا بشلل العصب البكري، هو حالة تصيب العصب القحفي الرابع، العصب البكري وهو أحد الاعصاب القحفية ويؤدي المرض إلى ضعف أو شلل في العضلة المائلة العلوية التي يغذيها العصب. تؤدي هذه الحالة إلى رؤية مزدوجة افقية حيث تمنع العضلة الضعيفة العين من التحرك في نفس الاتجاه معا
ولأن للعصب القحفي الرابع أطول وانحف مسار داخل الجمجمة، فانه أكثر عرضة للإصابة.
للتعويض عن الرؤية المزدوجة الناجمة عن ضعف العضلة المائلة العلوية، يقوم المرضى بامالة رؤوسهم بشكل ملحوظ إلى اسفل وإلى الجانب المقابل للعضلة المتضررة
عندما تكون موجودة عند الولادة، يعرف بشلل العصب الرابع الخلقي.